# Alois Mock
Alois Mock, avstrijski pravnik in politik, * 10. junij 1934, Euratsfeld, Spodnja Avstrija, † 1. junij 2017.
Med letoma 1987 in 1989 je bil podkancler Avstrije in med letoma 1987 in 1995 je bil minister za zunanje zadeve Avstrije.

## Odlikovanja in nagrade
Leta 1992 je prejel zlati častni znak svobode Republike Slovenije z naslednjo utemeljitvijo: »za zasluge in osebni prispevek pri vzpostavljanju, razvijanju in krepitvi mednarodnih odnosov, ki prispevajo k mednarodnemu priznanju in uveljavljanju Republike Slovenije«.